# Yue-Hai-Bahn
Die Yue-Hai-Bahn oder Guangdong-Hainan-Bahn (chinesisch 粤海铁路, Pinyin Yuè-Hǎi tiělù, englisch Yuehai Railway/Guangdong-Hainan Railway) ist eine  chinesische Eisenbahnstrecke. Sie führt von Zhanjiang auf der Leizhou-Halbinsel in Guangdong (Abk. Yue) bis Haikou und  weiter bis Sanya in der Inselprovinz Hainan. Ihre Gesamtlänge beträgt 568,3 km. Die Hainanstraße überquert sie auf einer Eisenbahnfähre.